# Государственная граница. Мы наш, мы новый…
«Государственная граница. Мы наш, мы новый…» — советский двухсерийный цветной телевизионный художественный фильм, поставленный на киностудии «Беларусьфильм» в 1980 году режиссёром Борисом Степановым. Первый фильм телевизионного сериала «Государственная граница», озаглавленный по строке из «Интернационала».
По заказу Гостелерадио СССР.
Премьера фильма в СССР состоялась 28 мая 1980 года.
Действие происходит в 1917 году. Бывший капитан Отдельного корпуса пограничной стражи Владимир Данович отказывается эмигрировать из России и соглашается помочь большевикам создать новую пограничную службу молодого Советского государства.

## Сюжет

### 1-я серия
Петроград
Начало телефильма — день Октябрьской революции в Петрограде. Данович, получив странный звонок от нижнего чина, устремляется из дома на службу. В трамвае он сталкивается с революционными матросами во главе с унтер-офицером Иваном Гамаюном, который хочет высмеять недоумевающего офицера, но его благородный ответ, что он служит не министрам, не царю, а как офицер-пограничник — России, обеляет его. В штабе, он видит своего начальника, растерянного генерала Хлебнева, которому объявили, что советская Россия больше в его службе не нуждается. В комнату врываются неизвестные, предводитель которых говорит, что все люди братья и границ больше нет. Данович, говоря, что жизнь все равно продолжается, просит у генерала руки́ его дочери.
Я хочу попросить Вас:

 Скорей преклоните колени,

 Затеплите лампаду

 Иль белую Божью свечу.

 Государь-Император

 Сегодня поутру расстрелян,

 И Наследник престола российского

 Отдан во власть палачу.
В собор, где венчаются Данович и Нина, опять врываются — это матросы, во главе всё с тем же Гамаюном. Им донесли, что в храме встречаются заговорщики, но увидев, что это просто свадьба, и узнав в лицо Дановича, Гамаюн поздравляет новобрачных от лица революционной советской власти с законным браком и уходит. За праздничным застольем царит погребальное настроение. Серж исполняет романс, в котором предугадывает грядущий расстрел царской семьи. Окружающие офицеры в шоке. Подполковник-фронтовик говорит: «Романовы убивали 300 лет» и покидает застолье. Генерал, новоиспечённый тесть Дановича, имеет с ним наедине, беседу в кабинете, где спрашивает о его планах. Данович говорит, что у его матери сестра замужем, в Дрездене, и вместе с молодой женой, и матерью он собирается туда уехать на полгода - год, поскольку больше, по мнению его и его матери, это правительство не продержится. Генерал не отговаривает его, но сам уезжать не собирается, потому что верит, что стране понадобится его служба.
На вокзале, Данович безуспешно пытается купить билеты, которые тоже отменили. Серж бьёт чемоданного вора, обоих чуть было не арестовывают, но Гамаюн отпускает его и вора под честное слово — одного - «не воровать», другого - «не драться». Серж даёт «слово офицера»; о его подлинных планах мы пока не догадываемся. Там же, Гамаюн встречает Дановича и с осуждением высказывается о его планах эмигрировать.
Поезд

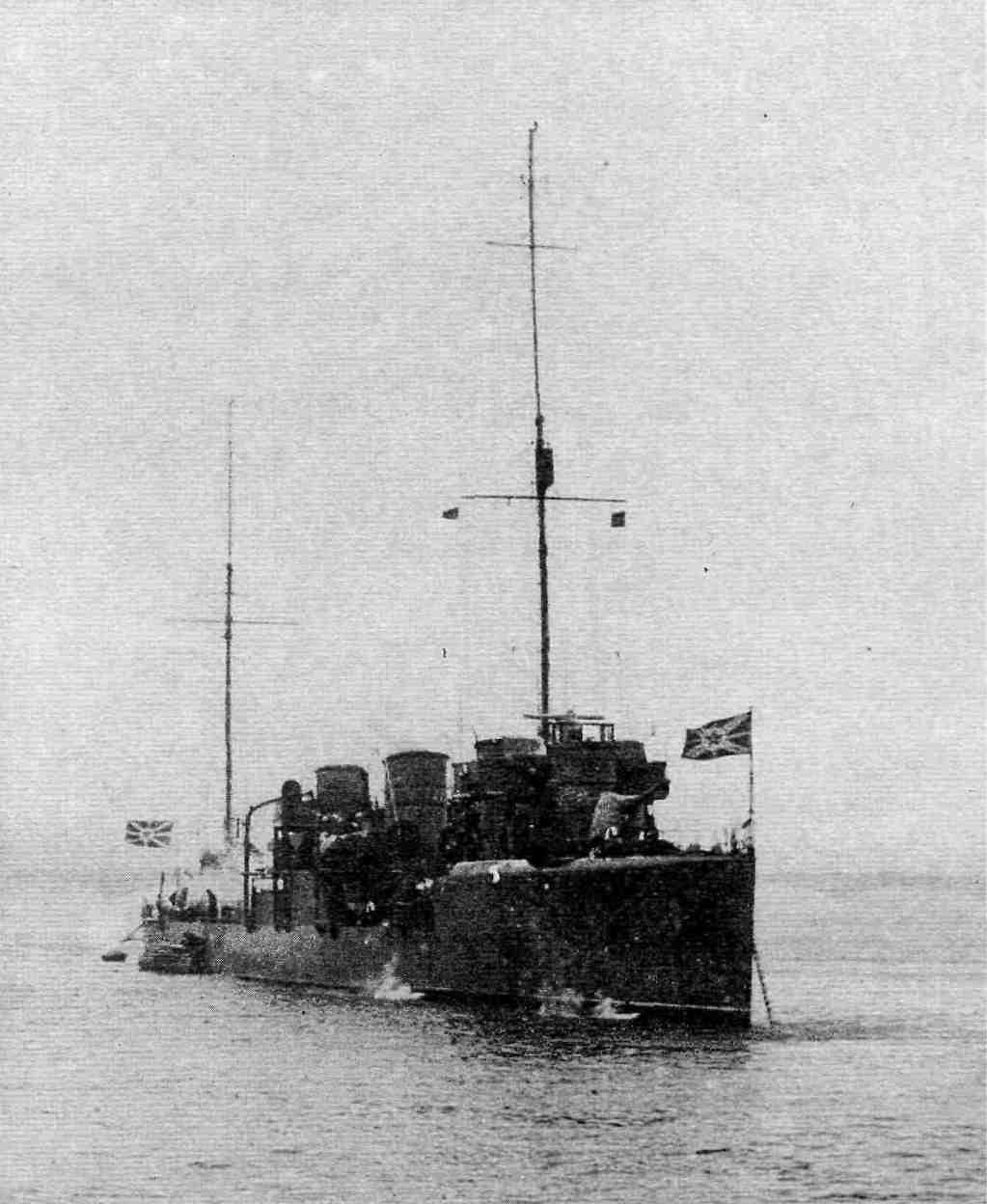
Самсон (эсминец), на котором, судя по ленточке, служил Гамаюн

В поезде, наполненными беженцами, постепенно, начинается духовное перерождение Дановича, который пока всё так же агрессивно выступает против советской власти. Когда он выходит на перрон покурить, Гамаюн останавливает его и представляет ему человека в штатском (Фёдорова), который просит офицера пограничной стражи помочь Гамаюну на границе в Двинске, где перед заключением Брестского мира скопилось 50 тыс. беженцев в ожидании перехода демаркационной линии. Данович резко отказывает.
В поезде также оказываются Серж и человек, которого он бил на вокзале. Оказывается, это наводчик, который помогает Сержу понять, кто из пассажиров где хранит ценности. Серж подсаживается в купе Дановича и в беседе о планах выясняет, что у того только «катеринки». Выйдя покурить, они продолжают беседовать, и Серж говорит: «Дурачок ты наивный! Ослик лопоухий! Да ты что же, ничегошеньки не понял? Да ведь они пришли навсегда! Навсегда! Нам-ли, изнеженным мастурбатам, не знать тысячелетнего озверевшего хама». Он предлагает старому приятелю помочь ему в ограблении ювелиров (немцев и евреев), которые едут в поезде. Данович отказывается, и Серж угрожает расправиться с его женой и матерью. Данович, всё равно, отправляется искать Гамаюна, но Серж его останавливает, заводит в купе к ювелиру с детьми и под угрозой оружия отбирает саквояж с ценностями. Данович отбирает у Сержа револьвер и выгоняет его из купе.
Гамаюн сталкивается с Дановичем в коридоре и спрашивает, где бандиты. «Они, конечно, свиньи, но я им не пастух», отвечает Данович, а потом пытается объяснить матросу, что в поезде по меньшей мере 5 ювелиров, и, назавтра, их миллионы, которые могли бы пригодиться большевикам, окажутся у немцев. И, что граница на то и существует, чтобы мешать вывозу ценностей. Но Гамаюн не понимает юридических тонкостей, известных офицеру-пограничнику.
Двинск
На границе поезда стоят. Беженцы жгут костры между путями. Данович видит, что на границе, на мосту, по которому будет осуществляться переход, установлены слабые ежи с колючей проволокой под охраной одного часового, и, под издевательские вопли немецких солдат, зовущих его на похлёбку, особенно вкусную для свиней, осматривает диспозицию с профессиональным неодобрением. Тем временем, солидный господин в шубе, взбаламучивает толпу: «Нам ненавистна грязная лапа взбесившегося хама!», и люди, неся его на плечах, рвутся переходить границу. Немецкие солдаты начинают стрелять, толпа отхлынула, русские же начинают судорожно переставлять ежи. Данович подходит к Гамаюну и пытается давать советы, но разговор переходит в ссору. Он расстроенно уходит.

### 2-я серия
Двинск
Он возвращается в опустевший поезд, где в купе ждут мать и жена. Данович понимает, что она не осознаёт реальности. На перроне опять волнения, расстреливают офицера. Данович встречает штатского — Константина Петровича Фёдорова, который говорит, что из-за сложившейся ситуации был вынужден приехать досрочно.
Фёдоров обнаруживает растерянного Гамаюна в караулке, где стоит солдатский ор о том, что к немцам нужно направить парламентёра, чтобы «наладить проход убегающих от революции буржуев», и гневно объясняет солдатам, что немцы нарочно не открывают коридор, чтобы спровоцировать беспорядки и осложнить проведение мирных переговоров, после чего распекает солдат за самосуд над офицером. Данович просит у жены совета, как ему поступать дальше, а немец, которого он спас в поезде от головорезов Сержа, предлагает ему работать охранником и педантично оговаривает условия «вычетов».
Серж со своей бандой планирует нападение: они собираются погасить свет, спровоцировать панику в толпе, чтобы во время штурма ею границы зарезать и ограбить свои цели, в том числе «офицерика», разрушившего план Сержа. На рассвете толпа рвется к мосту, немца-ювелира грабят и ранят, Данович бежит за грабителем. Советские солдаты на ограждении с трудом сдерживают толпу, а немцы приводят пост в боевую готовность и берут толпу под прицел пулемёта. Данович не в силах оставаться безучастным наблюдателем, берёт на себя командование над солдатами. Солдаты инстинктивно подчиняются профессиональному военному, знающему как действовать в такой обстановке. Часть солдат пресекает попытку толпы прорваться сквозь линию границы, а вторая принимает боевую готовность, наглядно демонстрируя немцам, что будет если те осмелятся открыть огонь. Демонстрация дисциплины и силы  дают свои плоды. Успокоенная толпа начинает расходиться, а немцы разочарованно отходят от пулемёта. 
А тем временем Серж и его сообщники собираются на точки встречи, где первый убивает их всех. На его выстрелы на место убийства прибегает Гамаюн и солдаты, но Сержа уже и след простыл. Единственное что осталось, это следы протекторов. Фёдоров и Гамаюн понимают, что эти убийства лишь начало долгого пути в новом для них деле и долгой и жестокой учёбы.
Утром, Фёдоров и Гамаюн, посредине моста, встречаются с немцами и договариваются об открытии коридора. Чуть позже, Фёдоров благодарит Дановича за его помощь, предлагает ему остаться и сообщает, что его тесть восстановлен в Петрограде на должности, аналогичной предыдущей. Фёдоров предлагает Дановичу вновь нести свою службу. Данович соглашается и вернувшись в поезд говорит своим родным, что они остаются. Но, если Нина рада решению мужа и известию об отце, то мать Дановича реагирует на решение сына с неожиданной злобой и даже яростью, и говорит, что уезжает. На линии границы, мать Дановича презрительно отзывается о выборе сына, а после попытки Гамаюна дать ей пройти без досмотра багажа, швыряет чемодан на стол и уходит, пообещав на прощание сыну, что тот её ещё вспомнит.

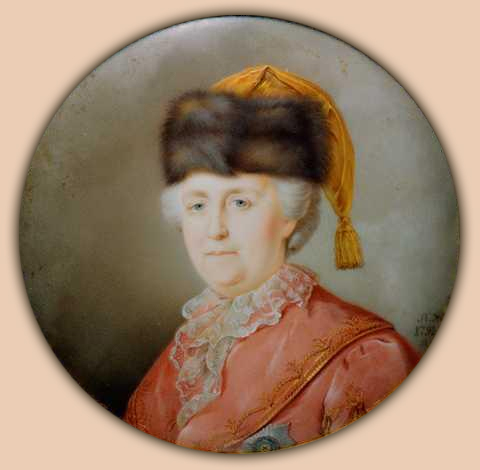

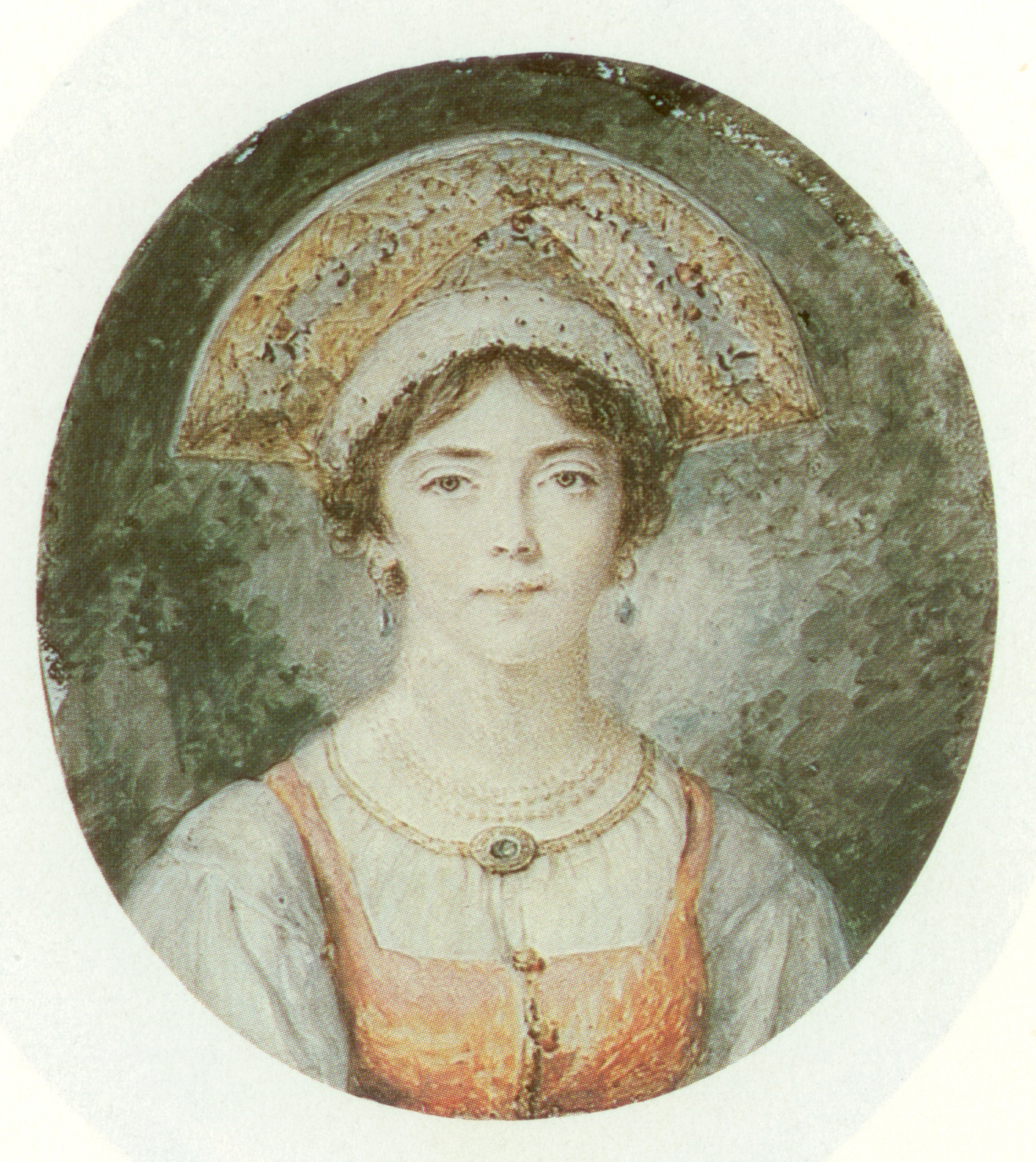

Гамаюн отвозит Дановичей, на реквизированную для них квартиру. Напротив банк, где подозрительно горит свет, и он отправляется туда посмотреть. Припаркованная автомашина, имеет знакомый рисунок протекторов. Через некоторое время, из банка выскакивают Серж и его сообщник. Начинается перестрелка. На, захваченной у бандитов машине, Данович и Гамаюн гонятся за ними, но те скрываются, прострелив автомобилю колесо. Обнаружив в машине чемодан с английскими деньгами, Гамаюн демонстрирует непонимание принципов экономики, приводя Дановича в весёлое негодование.
Днём, на границе, Данович говорит, что большинство беженцев проносит ценности, несмотря на обыски. Чтобы доказать свои слова, он вскрывает один из чемоданов. В двойном дне — портреты. Хозяин чемодана вынужден сознаться, что портреты принадлежат не ему, а Данович просвещает Фёдорова, что ценность портретов просто огромна. Хозяина чемодана отпускают, но прежде чем уйти, тот осыпает Дановича, Фёдорова и солдат яростной бранью и угрозами. 
Инцидент быстро забывается, в связи с прибытием телефонограммы, из Петрограда, зовущей Фёдорова и Гамаюна на доклад. Фёдоров берёт в Петроград Дановича и его жену, Нину. 
Петроград
Фёдоров и Данович, с женой, едут в столицу делать доклад в Смольном. Их встречает радостный отец Нины, назначенный начальником штаба управления пограничных войск республики. В Смольном, с докладом, их ждут В. Менжинский и В. Ленин.
Ленин рассказывает им о своих планах и консультируется с Фёдоровым, и Хлебневым о возможных изменениях принципов работы пограничной службы. Затем, Хлебнев, тет-а-тет, спрашивает его, нельзя-ли поменьше жестокости по отношению к дворянам. Ленин отвечает неодобрительно. Позже, надевая шинель, Хлебнев делится со своим зятем воспоминанием, как в аналогичной ситуации — при представлении Николаю II, тот спросил его, какова на границе охота на кабанов — а, как раз, незадолго до этого, там произошла стычка с контрабандистами-финнами, и много солдат погибло.
Фильм заканчивается документальной информацией об учреждении пограничной службы.

## В ролях
| Актёр                                  | Роль                                                                       |
| -------------------------------------- | -------------------------------------------------------------------------- |
| Игорь Старыгин                         | Владимир Алексеевич Данович, капитан Отдельного корпуса пограничной стражи |
| Александр Денисов                      | Иван Трофимович Гамаюн                                                     |
| Марина Дюжева                          | Нина Александровна Данович (в девичестве Хлебнева)                         |
| Аристарх Ливанов                       | Серж (Сергей Владимирович Алексеев), поручик                               |
| Виктор Тарасов                         | Александр Николаевич Хлебнев, отец Нины, генерал-майор                     |
| Вия Артмане (озвучка Руфина Нифонтова) | Зинаида Кирилловна Данович, мать Дановича                                  |
| Юрий Каюров                            | Владимир Ильич Ленин                                                       |
| Августин Милованов                     | Вячеслав Рудольфович Менжинский                                            |
| Эрнст Романов                          | Константин Петрович Фёдоров, военный комиссар погранохраны                 |
| Павел Винник                           | беженец с акварелями                                                       |
| Алексей Кожевников                     | вернувшийся эмигрант                                                       |
| Георгий Тейх                           | Николай Линне, ювелир                                                      |
| Иван Дмитриев                          | Мокроусов, столбовой дворянин                                              |

## Съёмочная группа
- Авторы сценария — Алексей Нагорный, Гелий Рябов
- Режиссёр-постановщик — Борис Степанов
- Оператор-постановщик — Борис Олифер
- Художник-постановщик — Вячеслав Кубарев
- Композитор — Эдуард Хагогортян

## Музыка
- Романс Сержа (Я хочу попросить вас — скорей преклоните колени…)[8]

## Награды
Премия КГБ СССР (1981) актёру Игорю Старыгину за главную роль.